# ماري لو (ممثلة)
ماري لو (بالإنجليزية: Mary Lou)‏ هي ممثلة أمريكية، ولدت في 15 مارس 1992 في كاليفورنيا في الولايات المتحدة.

## وصلات خارجية
- ماري لو (ممثلة) على موقع IMDb (الإنجليزية)
- ماري لو (ممثلة) على موقع قاعدة بيانات الفيلم (الإنجليزية)